# (7693) Hoshitakuhai
(7693) Hoshitakuhai est un astéroïde de la ceinture principale.

## Description
(7693) Hoshitakuhai est un astéroïde de la ceinture principale. Il fut découvert le 20 novembre 1982 à Geisei par Tsutomu Seki. Il présente une orbite caractérisée par un demi-grand axe de 2,62 UA, une excentricité de 0,17 et une inclinaison de 13,8° par rapport à l'écliptique.

## Compléments